# 23754 Rachnareddy
23754 Rachnareddy este un asteroid din centura principală de asteroizi.

## Descriere
23754 Rachnareddy este un asteroid din centura principală de asteroizi. A fost descoperit pe 22 mai 1998 la Socorro, New Mexico, în cadrul proiectului LINEAR. Asteroidul prezintă o orbită caracterizată de o semiaxă mare de 2,32 ua, o excentricitate de 0,19 și o înclinație de 3,7° în raport cu ecliptica.